# John Kulasalu
John Kulasalu (Australia, 1956) es un nadador australiano retirado especializado en pruebas de estilo libre media distancia, donde consiguió ser subcampeón mundial en 1973 en los 4x200 metros estilo libre.

## Carrera deportiva
En el Campeonato Mundial de Natación de 1973 celebrado en Belgrado (Yugoslavia), ganó la medalla de plata en los relevos de 4x200 metros estilo libre, con un tiempo de 7:43.65 segundos, tras Estados Unidos (oro con 7:33.22 segundos que fue récord del mundo) y por delante de Alemania del Oeste (bronce con 7:43.68 segundos).